# Garganta la Olla (kommunhuvudort)
Garganta la Olla är en kommunhuvudort i Spanien.   Den ligger i provinsen Provincia de Cáceres och regionen Extremadura, i den centrala delen av landet, 180 km väster om huvudstaden Madrid. Garganta la Olla ligger 581 meter över havet och antalet invånare är 1 154.
Terrängen runt Garganta la Olla är kuperad söderut, men norrut är den bergig. Runt Garganta la Olla är det ganska tätbefolkat, med 58 invånare per kvadratkilometer. Närmaste större samhälle är Jaraíz de la Vera, 5,9 km söder om Garganta la Olla. 